# Heinitzburg
Die Heinitzburg (historisch eigentlich Heynitzburg) ist eines der drei markanten Herrenhäuser in Windhoek-Luxushügel von Windhoek in Namibia.

## Geschichte
Erbaut wurde es 1914 vom Architekt Wilhelm Sander zunächst für sich selbst. Er verkaufte es aber schon 1916 an Hans Bogislav Graf von Schwerin, der das Anwesen dann nach der Familie seiner Ehefrau „Heynitzburg“ nannte.
Das an eine Burg erinnernde Herrenhaus zeigt typische Burgenoptiken: Bergfried, Tortürme und Ecktürme nebst Wehrmauer, ein verdrehtes Treppenhaus, Bleifenster, Zinnen sowie eine mittelalterliche Optik und einen weiten Blick über Windhoek.
Die Heinitzburg beherbergt heute neben dem alten Herrenhaus ein neueres Luxushotel in einem ähnlichen burgartigen Aussehen sowie ein Restaurant und war bis Mitte 2013 Mitglied von Relais & Châteaux, einer weltweiten Vereinigung von individuell betriebenen Luxushotels.

## Beschreibung
An der südwestlichen Ecke zur Heinitzburg Street steht der kompakte palastartige mit Feldsteinen gebaute Baukörper mit einem daraus hervorragenden quadratigen dreigeschossigen Bergfried mit Zinnen und Bogenfries. Das Gebäude kennzeichnen ein Triforium mit Säulen und eines als angelegte Doppelfenster. Der Turm selbst ist ab dem zweiten Geschoss verputzt und weiß getüncht. Zwei Ecktürme rahmen den Hauptbau zum Innenhof ein. Von der Terrasse am Bergfried bietet sich ein schöner Ausblick in die zu Füßen liegende Stadt.
Östlich anschließend ist durch Ecktürme begrenzte Zugang zum Innenhof, dem sich weiter östlich der nahezu u-förmige, neuere, zweigeschossige und mit runden oder oktagonalen Ecktürmen begrenzte Teil anschließt, der mit Flachdach und breiter zinnenartiger Dachbegrenzung ausgestattet ist, die heute markant weiß getüncht ist.

## Galerie

Neubau des Hotels Heinitzburg (im Hintergrund links die Heinitzburg)
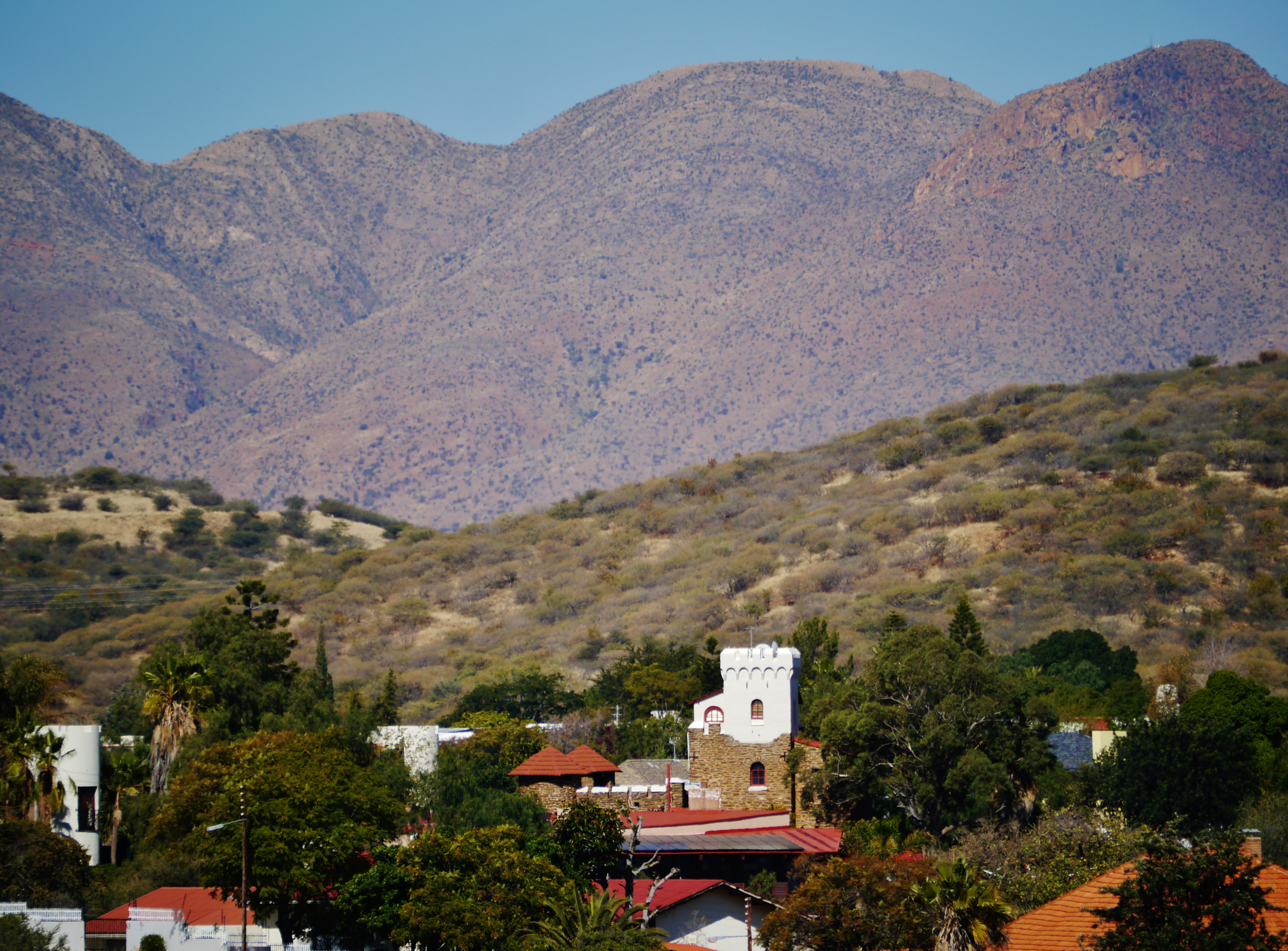
Anwesen und Bergpanorama
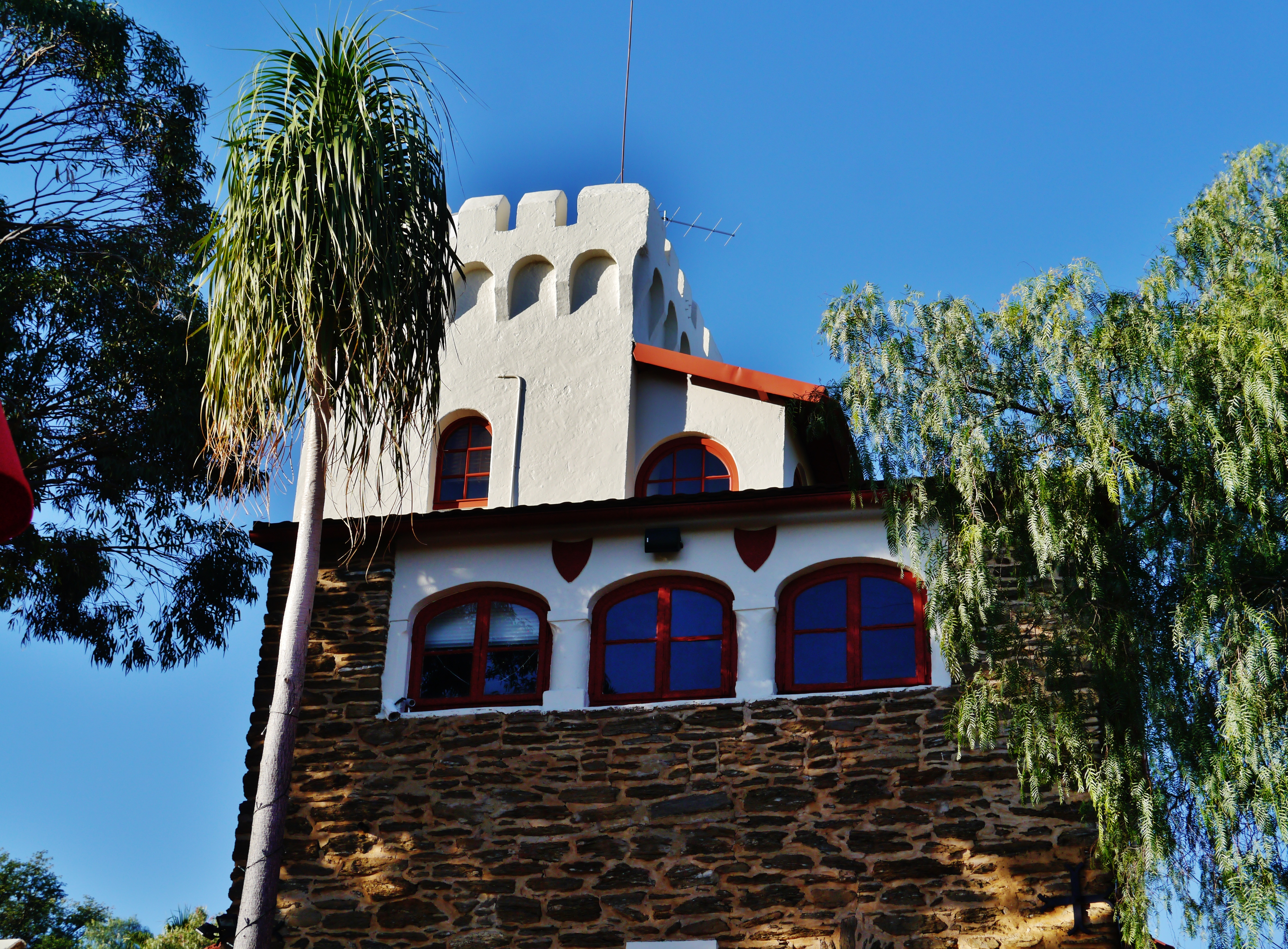
Der ältere Teil